# Microstachys daphnoides
Microstachys daphnoides är en törelväxtart som först beskrevs av Carl Friedrich Philipp von Martius, och fick sitt nu gällande namn av Johannes Müller Argoviensis. Microstachys daphnoides ingår i släktet Microstachys och familjen törelväxter. Inga underarter finns listade i Catalogue of Life.